# Abaty Cwm-hir
Abaty Cwm-hir (en anglès Abbey Cwmhir) és un poblet del comtat gal·lès de Powys (anglès: "Powys"). Es troba a 96 km de Cardiff i a 150 km de Londres. El 2011 la població era de 6.047 habitants, dels quals 1.910 (31,6%) parlaven gal·lès.